# 佩拉的玛耳绪阿斯
瑪耳緒阿斯（前356年—前294年），佩里安德之子，是一名马其顿史家。根据Suidas的记载，他是安提柯一世的兄弟，安提柯后来成了亚洲的国王；由于安提柯的父亲名叫腓力，瑪耳緒阿斯或许是安提柯的同母异父兄弟。不论哪种看法都点明了他的贵族出身。奇怪的是记载中断言他仅仅是一个语法家（Grammatodidascalus），罗伯特·盖尔（Robert Geier）提出了一个比较合理的推测，记载所指的是另一个瑪耳緒阿斯。事实上，Suidas似乎在很多方面把两人给搞混了。
唯一一件可以确认的关于瑪耳緒阿斯的事迹是在薩拉米斯海戰中他被德米特里任命为一支舰队的指挥官（Diodorus, xx. 50.）。无论如何，这一事实足以表明他是一个积极参与公务的人，而不仅仅是一个语法家。他很可能追随着他的同母异父的兄弟安提柯的命运，在伊普苏斯战役中战死。
他的主要作品是马其顿史《Makedonika》（共10册），从最早的时候开始，到亚历山大征战亚洲为止，当它在前331年终止时，追随着他的君主来到叙利亚，在征服埃及之后以及亚历山大里亚的建立。这本书经常被阿特納奧斯、普鲁塔克、Harpocration、特洛古斯和查士丁引用。Suidas也谈到了亚历山大大帝的教育（Αλεξάνδρου αγωγή）以及一部12本的关于雅典（Αττικά）古代史的专著，Bernhardy和盖尔认为这些和小瑪耳緒阿斯的作品《考古学》（Archaeology）相同。

## 外部連結
- Dictionary of Greek and Roman Biography and Mythology by 威廉·史密斯
- Suidas μ 227 （页面存档备份，存于）
- Sources for Alexander the Great （页面存档备份，存于） By Nicholas G. L. Hammond
- Marsyas of Macedon （页面存档备份，存于）